# Cynic Paradise
Cynic Paradise è il sesto album della band industrial metal svedese Pain, pubblicato il 31 ottobre 2008 dalla Nuclear Blast.
Le tracce "Follow Me" e "Feed Us" hanno visto la partecipazione come ospite della cantante dei Nightwish Anette Olzon.
L'edizione speciale dell'album prevede un secondo CD contenente le reinterpretazioni di "Behind the Wheel" dei Depeche Mode e di "Here is the News" della Electric Light Orchestra e tre remix.
La copertina dell'album è stata disegnata Travis Smith, disegnatore anche per Opeth, Amorphis e Nevermore.

## Tracce
1. I'm Going In - 03:16
2. Monkey Business - 04:05
3. Follow Me - 04:16
4. Have a Drink On Me - 03:53
5. Don't Care - 02:42
6. Reach Out (And Regret) - 03:55
7. Generation X - 04:18
8. No One Knows - 03:50
9. Live Fast - Die Young (It's A Cynic Paradise) - 03:42
10. Not Your Kind - 04:10
11. Feed Us - 04:14

### Tracce bonus edizione speciale
1. Behind the Wheel (Depeche Mode cover) (04:09)
2. Here is the News (Electric Light Orchestra cover) (03:53)
3. Follow Me (Peter vox version) (04:09)
4. Clouds of Ecstasy (bassflow remix) (03:29)
5. No One Knows (rectifier remix) (03:45)